# Campionati svizzeri di ski cross 2012
I Campionati svizzeri di ski cross 2012 si sono svolti a Silvaplana il 24 marzo. Il programma ha incluso sia la gara femminile che la gara maschile. 
Trattandosi di competizioni valide anche ai fini del punteggio FIS, vi hanno partecipato anche sciatori di altre federazioni, senza che questo consentisse loro di concorrere al titolo nazionale svedese.

## Risultati

### Uomini
| Pos. | Atleta          | Nazione  |
| ---- | --------------- | -------- |
| 1    | Armin Niederer  | Svizzera |
| 2    | Alois Mani      | Svizzera |
| 3    | Andreas Steffen | Svizzera |
| 4    | Alex Fiva       | Svizzera |

### Donne
| Pos. | Atleta           | Nazione  |
| ---- | ---------------- | -------- |
| 1    | Priscillia Annen | Svizzera |
| 2    | Emilie Serain    | Svizzera |
| 3    | Jorinde Mueller  | Svizzera |
| 4    | Chloe Nicaty     | Svizzera |